# Moulton-Eisfälle
Die Moulton-Eisfälle sind steile Gletscherbrüche im westantarktischen Marie-Byrd-Land. In der Flood Range liegen sie auf den Nordhängen des Mount Moulton.
Der United States Geological Survey kartierte sie anhand eigener Vermessungen und Luftaufnahmen der United States Navy aus den Jahren von 1959 bis 1965. Das Advisory Committee on Antarctic Names benannte sie 1974 in Anlehnung an die Benennung des gleichnamigen Bergs. Dessen Namensgeber ist Richard Stanley Moulton (1917–2000), Hundeschlittenführer auf der sogenannten West Base der United States Antarctic Service Expedition (1939–1941).